# Деровере
Деровере (итал. Derovere) — коммуна в Италии, располагается в регионе Ломбардия, в провинции Кремона.
Население составляет 341 человек (2008 г.), плотность населения составляет 39 чел./км². Занимает площадь 9 км². Почтовый индекс — 26040. Телефонный код — 0372.

## Демография
Динамика населения:

## Администрация коммуны
- Официальный сайт: https://web.archive.org/web/20041027070408/http://www1.popolis.it/comunediderovere/